# Beneath the Planet of the Apes
Beneath the Planet of the Apes is een Amerikaanse film uit 1970 en het vervolg op Planet of the Apes. De film is geregisseerd door Ted Post. Het scenario is geschreven door Paul Dehn. Het is de tweede film uit de Planet of the Apes –reeks van Arthur P. Jacobs.

## Verhaal
De film begint met Taylor en Nova, die nog altijd in de Verboden Zone zijn. Dan ontstaat schijnbaar vanuit het niets brand en verdwijnt Taylor in een scheur in de grond.
Niet veel later stort er nog een aards ruimteschip neer op de planeet. Aan boord zit astronaut Brent, die was gestuurd om Taylor te zoeken. Hij meent, net als Taylor in de vorige film, aanvankelijk op een andere planeet te zijn geland, en beseft pas waar hij werkelijk is wanneer hij de ruïnes van het Queensboro Plaza in New York ontdekt. Brent ontmoet Nova. Zij kan niet spreken, maar Brent weet dat ze Taylor kent, doordat ze Taylors identiteitsplaatje om haar hals heeft hangen. Ze brengt hem naar de apenstad, waar hij ontdekt dat de apen het dominante ras zijn en dat ze ten oorlog willen trekken naar de Verboden Zone. Hij krijgt Cornelius en Zira te spreken, maar dan moet hij vluchten voor de apen.
Via een oude metrotunnel weet hij te ontsnappen en komt een volk van telepathische gemuteerde mensen tegen, die de "Alpha-Omega bom' aanbidden (een doomsday device oftewel een speciale atoombom die alle leven op aarde kan vernietigen) en Taylor gevangen hebben genomen. De mensen danken hun mutaties en krachten aan de gevolgen van een kernoorlog. De mutant Ongaro gebruikt zijn krachten om Brent en Taylor te dwingen te vechten, tot Nova tussenbeide komt en Ongaro uit zijn concentratie brengt. Brent en Taylor slagen erin hem te overmeesteren en te doden.
Dan beginnen de apen, geleid door Dr. Zaius, hun aanval op de Verboden Zone. De mutanten proberen de aanval af te slaan door illusies van vuur en andere gevaren op te wekken, maar Dr. Zaius doorziet deze illusies en leidt zijn leger regelrecht de ondergrondse stad in. Als laatste wanhoopspoging willen de mutanten de bom die zij aanbidden tot ontploffing brengen die al het leven op aarde zal verwoesten. De apen doden Nova en bereiken de vereringsplaats van de bom. Taylor wordt verwond en Brent komt eveneens om. Taylor probeert nog te voorkomen dat de bom ontploft, maar wanneer hij beseft dat er geen andere uitweg is, activeert hij hem alsnog. Al het leven op de planeet wordt uitgeroeid.

## Rolverdeling
| Acteur              | Personage        |
| ------------------- | ---------------- |
| James Franciscus    | Brent            |
| Kim Hunter          | Zira             |
| Maurice Evans       | Dr. Zaius        |
| Linda Harrison      | Nova             |
| Paul Richards       | Mendez           |
| Victor Buono        | Dikke man        |
| James Gregory       | Generaal Ursus   |
| Jeff Corey          | Caspay           |
| Natalue Trundy      | Albina           |
| David Watson        | Cornelius        |
| Don Pedro Colley    | Afro-Amerikaan   |
| Tod Andrews Skipper |                  |
| Gregory Sierra      | Verger           |
| Eldon Burke         | Gorilla Sergeant |
| Lou Wagner          | Lucius           |
| Charlton Heston     | George Taylor    |

## Achtergrond
Charlton Heston had aanvankelijk weinig interesse in het opnieuw vertolken van de rol van George Taylor uit de eerste film. Hij wilde enkel een cameo aan het begin van de film, waarbij zijn personage om het leven zou komen. Het geld dat hij voor deze cameo zou ontvangen moest aan een goed doel worden gegeven. Uiteindelijk stemde hij toe om ook in de climax van de film nog even mee te spelen. Met het feit dat Taylor de bom zou activeren hoopte Heston tevens dat er geen nieuwe film zou komen.
Roddy McDowall kon niet terugkeren voor deze film daar hij in Schotland was voor de regie van Tam Lin. Acteur David Watson speelt daarom Cornelius gedurende het grootste deel van de film. McDowall is alleen aan het begin van de film even te zien, daar hier beeldmateriaal uit de eerste film voor werd hergebruikt.
Orson Welles kreeg de rol van generaal Ursus aangeboden, maar sloeg dit af. De rol ging daarom naar James Gregory. Deze gaf in een interview met het tijdschrift Phantom of the Movies' Videoscope toe de bekendste uitspraak van zijn personage, The only good human is a dead human!, nog geregeld te gebruiken om foto’s te signeren.
De scènes in de metrotunnels werden opgenomen in Grand Central-42nd Street in New York en een hotellobbyset uit de film Hello, Dolly! werd hergebruikt.
Een boekversie van het scenario werd geschreven door Michael Avallone.
Beneath the Planet of the Apes bracht $18.999.718 op in de bioscoop. Op Rotten Tomatoes gaf 41% van de recensenten de film een goede beoordeling.